# Chełmy (Skarżyce)
Chełmy (438, 433 m) – dwuwierzchołkowe, skaliste wzniesienie w Skarżycach (dzielnica Zawiercia) w województwie śląskim. Znajduje się przy drodze ze Skarżyc do Blanowic, w odległości około 150 m na południowy wschód od tej drogi. Wznosi się wśród pól uprawnych i ma dwa skaliste wierzchołki o nazwie Kopciowe Skały. Dawniej całe wzniesienie było bezleśne, obecnie zarasta roślinnością kserotermiczną. Skały zbudowane są z wapieni, pod względem geograficznym są to tereny Wyżyny Częstochowskiej.
W latach 90. XX wieku wspinano się tutaj. Są 4 drogi wspinaczkowe o trudności od V do VI.3+ w skali polskiej, oraz możliwości poprowadzenia jeszcze dwóch dróg:
1. Biedny jak alpinista przemysłowy; V
2. Desperaci u konia; VI.1
3. Tygrysek; VI.3+
4. Filar tygryska; VI.1+[3].

W odległości około 280 m na południowy wschód od Chełmów wśród pól uprawnych znajduje się drugie wzniesienie – Góra Sabuca, na Expressmapie błędnie opisane jako Chełmy.